# Bromheadia latifolia
Bromheadia latifolia är en orkidéart som beskrevs av Kruiz. och De Vogel. Bromheadia latifolia ingår i släktet Bromheadia och familjen orkidéer. Inga underarter finns listade i Catalogue of Life.